# Блидари (Дамбовица)
Блидари (рум. Blidari) насеље је у Румунији у округу Дамбовица у општини Кобија де Сус. Oпштина се налази на надморској висини од 290 m.

## Становништво
Према подацима из 2002. године у насељу је живело 251 становника, од којих су сви румунске националности.